# Kitty White
Kitty White est une chanteuse américaine de jazz née le 7 juillet 1923 à Los Angeles et morte le 11 août 2009 à Palm Springs en Californie.
Elle a enregistré principalement sur la côte ouest et a chanté en duo avec Elvis Presley dans le film King Creole.

## Enfance et formation
Kitty White naît sous le nom de Kitty Jean Bilbrew le 7 juillet 1923 à Los Angeles, en Californie,,.
Elle a une sœur jumelle, Maudie, et grandit dans une famille de musiciens : ses parents, AC Bilbrew et Ralph Bilbrew, sont chanteurs et son oncle est un célèbre artiste de vaudeville et disc-jockey.

## Carrière
Kitty Jean Bilbrew commence sa carrière à seize ans comme chanteuse et pianiste. Elle se produit dans les boîtes de nuit de sa ville natale, Los Angeles, comme le Hob Nob, le Club Gala, le Haig et le Captain's Table. Elle chante ensuite au Black Orchid à Chicago, où elle rencontre les dirigeants de Mercury Records et devient une artiste du label.
Sa sœur jumelle, Maudie Jeanette, chante également et travaille brièvement avec la revue de Duke Ellington, Jump for Joy, mais elle ne poursuit pas sa carrière. Leur mère, connue sous le nom d'AC Bilbrew, organise une chorale entièrement noire qui se produit dans le film Hearts of Dixie (1929) et enregistre plus tard la chanson contestataire The Death of Emmett Till en 1955 pour Dootone Records.
Kitty acquiert son nom d'artiste Kitty White en épousant l'auteur-compositeur Eddie White dans les années 1940,.
Kitty White enregistre principalement sur la côte ouest avec Ben Webster, Buddy Collette, Gerry Wiggins, Chico Hamilton, Bud Shank et Red Callender,.
Elle chante de nombreuses démos pour son amie compositrice de blues de Los Angeles, Jessie Mae Robinson, dont I Went to Your Wedding, un tube n° 1 de Patti Page en 1953.
En 1958, Kitty White chante Crawfish en duo avec Elvis Presley dans le film King Creole,,,.
Elle chante la chanson titre Riders to the Stars pour le film de science-fiction de 1954 du même nom, et chante également dans d'autres films comme The Night of the Hunter et En quatrième vitesse (Kiss Me Deadly),.
Kitty White s'installe à Palm Springs en Californie en 1967 et chante au Spa Hotel pendant seize ans.
Elle meurt à Palm Springs le 11 août 2009, à l'âge de 86 ans, après avoir subi un accident vasculaire cérébral,.

## Discographie

### Discographie solo
- 1955 : A New Voice in Jazz (EmArcy), avec Georgie Auld, Barney Kessel, Gerry Wiggins, Chico Hamilton et Red Callender
- 1956 : Kitty White (EmArcy)
- 1956 : A Moment of Love (Pacific)
- 1956 : Cold Fire! (EmArcy)
- 1957 : Folk Songs/And Now For Your Musical Enjoyment (Mercury)
- 1959 : Sweet Talk (Roulette R 52020) avec Harry « Sweets » Edison, Benny Carter, Ted Nash, Larry Bunker, Jimmy Rowles, Laurindo Almeida, Bill Pitman, Red Callender, Alvin Stoller et Carlos Vidal
- 1962 : Newborn (Horizon), avec Laurindo Almeida, Buddy Collette et Red Mitchell
- 1966 : Kitty White (Clover)

### Collaborations
- 1958 : King Creole, d'Elvis Presley (RCA Victor) : Kitty White chante en duo avec Elvis sur Crawfish[1],[3],[4],[5]

### Rééditions
- 2007 : A New Voice in Jazz (Fresh Sound Records) (réédition en CD de son premier album et de l'album Sweet Talk)
- 2008 : Cold Fire! & Folk Songs (Fresh Sound Records)